# DGEntertainment
DGエンターテイメント（英：DG Entertainment、韓：DG 엔터테인먼트）は、韓国の大手総合芸能プロダクションのHYBEグループ傘下にあるCJ ENMの系列会社。

## 概要
2022年に韓国のK-エンターテインメント業界で実績のある専門家が集まって設立された。代表はキル・ジョンファとカン・チャニ。
音楽、演技、ドラマ、芸能等を合わせた総合エンターテイメント社としての成長を目指している。
ユン・ジソンを始めとする多彩多能なグローバルアーティストらの獲得と、音楽・ドラマ・芸能番組の製作、有望企業に対する多様な投資等を展開中

## 沿革
- 2019年4月6日 - Wanna One出身のユン・ジソンと専属契約を締結。
- 2023年1月30日 - JYPエンターテインメント主催による「Nizi Project」やHYBE主催による「R U Next?」に参戦していたフウナと専属契約を締結。

## 所属

### グループ
- EL7Z UP（2023年 - ）

### ソロ
- ユン・ジソン（2019年4月6日 - ）
- フウナ（2023年1月30日 - ）